# Alexander Gibsone IV
Alexander Gibsone IV, Alejandro Gibsone (ur. 18 października 1855 w Gdańsku, zm. ?) – gdański kupiec i hiszpański urzędnik konsularny.

## Życiorys
Urodził się w rodzinie hurtownika handlu zbożem i armatora Johna Gibsone (1831–1907) i Marii Adelaide Blanca von Joeden Koniecpolski (1833–1909). Około 1883 przebywał w Brazylii. Był dyrektorem spółki żeglugowo-handlowej Weichsel-Danziger Dampfschiffahrt und Seebad AG w Gdańsku, oskarżonym o emitowanie fałszywych akcji i zdefraudowanie 230 tysięcy marek, skazanym w grudniu 1895 na siedem lat więzienia i grzywnę. Doniesienie do prokuratora przekazał będący jego ojcem i zarazem przewodniczącym rady nadzorczej John Gibsone. Alexander Gibsone pełnił też funkcję wicekonsula (-1894) i kierownika urzędu konsularnego Hiszpanii w Gdańsku (1894-1895).